# Phyllodonta antonia
Phyllodonta antonia är en fjärilsart som beskrevs av Louis Beethoven Prout 1911. Phyllodonta antonia ingår i släktet Phyllodonta och familjen mätare. Inga underarter finns listade i Catalogue of Life.